# Wilhelm Uhde
Wilhelm Uhde (Friedeberg, 28 oktober 1874 - Parijs, 17 augustus 1947) was een Duitse kunstverzamelaar en -handelaar, auteur en kunsthistoricus. Hij was een actieve promotor van avant-garde kunst in Frankrijk en daarbuiten.

## Jeugd en opleiding
Wilhelm Uhde werd geboren op 28 oktober 1874 in Friedeberg. Hij was de oudste zoon van Johannes Uhde en Antonie Fehlan. Zijn vader was officier van justitie in Posen. Uhde had een broer en twee zussen, waaronder de kunstschilder Anne-Marie Uhde. Zijn andere zus overleed op jonge leeftijd.

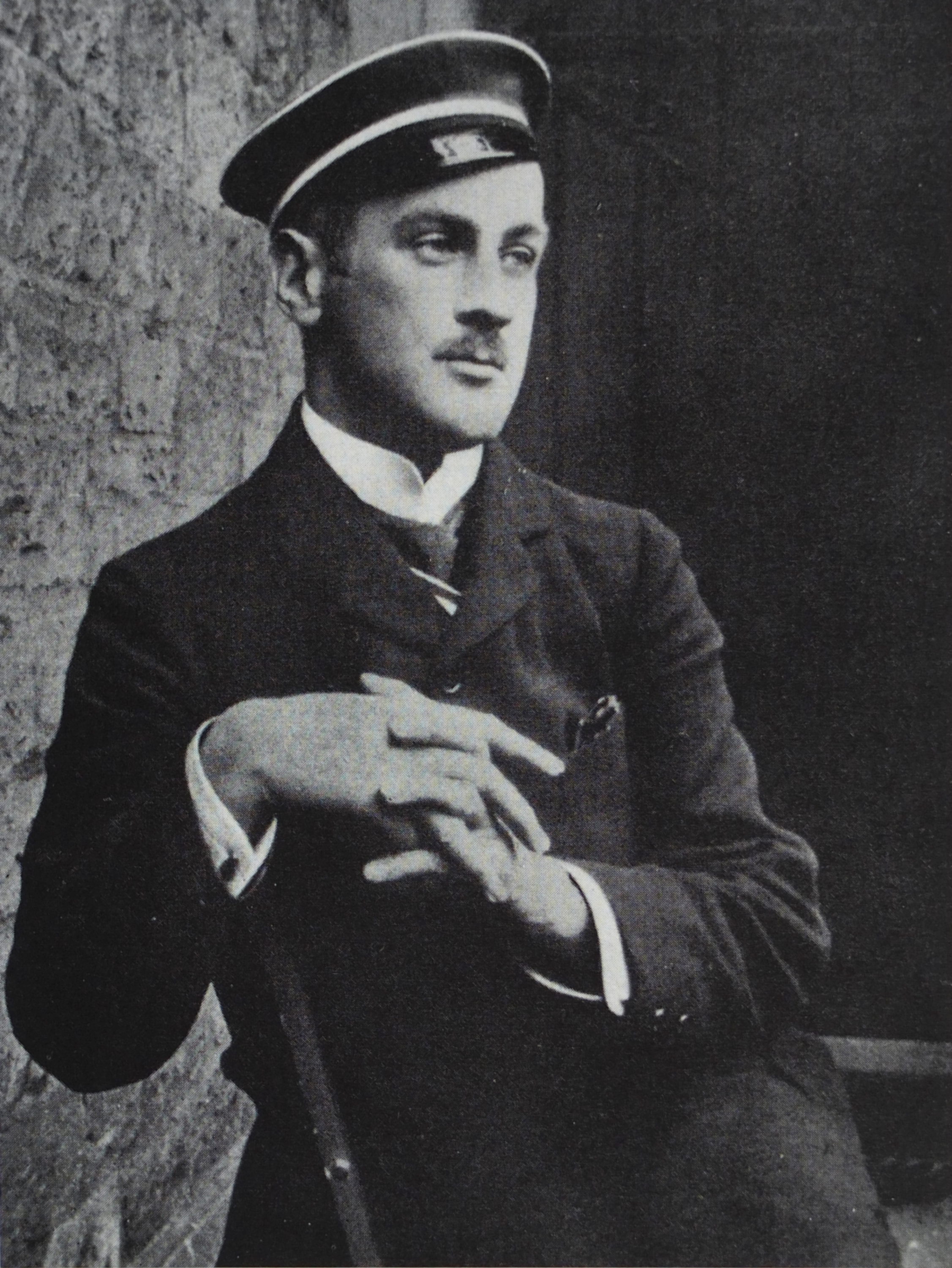
Wilhelm Uhde (omstreeks 1895)

Uhde bezocht de middelbare school in Lüneburg en Altona. Nadat hij deze had afgerond, begon hij in 1894 aan een studie rechten. Hij studeerde in Lausanne, Göttingen, Heidelberg, Greifswald en Berlijn.
In de zomer van 1898 studeerde hij af en vertrok op aandringen van zijn vader naar Pruisen. Hier vond hij een baan bij de overheid, maar deze carrière was van korte duur. Na een half jaar verliet hij Pruisen en hij vertrok in 1899 naar Florence.
In de Italiaanse stad raakte hij onder de indruk van renaissancekunst. In deze periode werd kunst op een wetenschappelijke manier benaderd, maar Uhde gaf de voorkeur aan een meer subjectieve en emotionele benadering. In Florence schreef hij het werk Arbeit Am Grabe der Mediceer over de familie Medici.
In 1899 begon hij met een studie kunstgeschiedenis in München. Hij vervolgde zijn opleiding in Florence en Breslau, maar behaalde geen diploma. In Breslau kreeg hij les van kunsthistoricus Richard Muther. In 1901 publiceerde hij zijn eerste roman, getiteld Vor den Pforten des Lebens. Het werk werd opgedragen aan de schilder Ludwig von Hofmann. In deze periode ging hij veel om met Julius Meier–Graefe, Walter Heymel en Harry Graf Kessler met wie hij vele kunstgalerieën met moderne kunst bezocht. In 1904 keerde hij terug naar Posen waar zijn ouders woonde. Daar schreef hij het boek Der alte Fritz. Uhde beschouwde het Duitse Keizerrijk als 'intellectueel bekrompen' en verhuisde datzelfde jaar naar Parijs.

## Vertrek naar Parijs

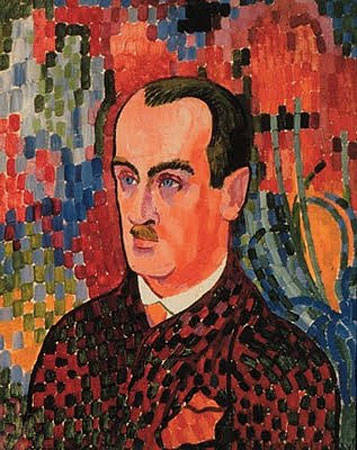
Portrait de Wilhelm Uhde (1907) door Robert Delaunay (1885–1941)

Samen met schilder en kunsthistoricus Erich Klossowski die hij kende uit Breslau en met Alfred Lichtwark, de directeur van de Hamburger Kunsthalle, bezocht hij het Café du Dôme. Het café stond bekend om de vele Duitse en Zweedse kunstenaars die er regelmatig vertoefden. In Parijs kwam hij in contact met onder meer Robert Delaunay, Henri Rousseau, Sonia Terk, Daniel-Henry Kahnweiler, Alfred Flechtheim en Gertrude Stein.
Uhde raakte bevriend met Pablo Picasso en in 1905 kocht Uhde zijn eerste werk van hem aan. Vier jaar later gaf Uhde hem de opdracht om zijn portret te schilderen.  Hij ontwikkelde een voorliefde voor zijn werk en dat van Georges Braque die hij zijn hele leven behield. Hij was het werk van Braque voor het eerst tegengekomen tijdens een expositie in de Salon des Indépendants in 1907. Er werden op dat moment zes werken van Braque tentoongesteld, vijf daarvan kocht Uhde aan.
In Parijs begon Uhde een galerie aan rue Notre Dame des Champs in Montparnasse. Hij toonde hier werken van onder meer Georges Braque, André Derain, Auguste Herbin, Sonia Terk, Raoul Dufy, Jean Metzinger en Pablo Picasso. Hij was bevriend met kunstenaars en verzamelaars rond Picasso en bouwde een kring van Duitse en Zwitserse verzamelaars om zich heen op.
In zijn galerie vond in 1908 de eerste tentoonstelling van het werk van Henri Rousseau plaats. Uhde was een van de weinige personen die in deze periode het belang inzag van diens naïeve kunst en de expositie bleek weinig succesvol. Datzelfde jaar organiseerde hij een reizende expositie naar Bazel en Zürich met impressionistische kunst. Hoewel Uhde af en toe werken verkocht, was hij in tegenstelling tot professionele kunsthandelaren vooral bezig met de promotie van kunstenaars die hij bewonderde. Hij deed dit door het schrijven van boeken, het geven van lezingen en het organiseren van tentoonstellingen. Uhde droeg regelmatig bij aan teksten voor tentoonstellingscatalogi. Zijn schrijfwerk werd beïnvloed door de ideeën van kunstcritici Wilhelm Worringer en Julius Meier-Graefe.
In 1908 trouwde hij met kunstschilder Sonia Terk. Het huwelijk tussen de twee was een schijnhuwelijk. De ouders van Terk waren het niet eens met haar loopbaankeuze en zagen liever dat zij terugkeerde naar haar geboorteland. Uhde was homoseksueel en kon dit door het huwelijk met Terk voor de buitenwereld verbergen. Terwijl zij getrouwd waren, woonde de minnaar van Uhde bij hen in. Twee jaar later, in 1910, ging het koppel uit elkaar. Na de scheiding tussen Uhde en Terk, trouwde Terk met Robert Delaunay.
In 1911 schreef Uhde een monografie over kunstschilder Henri Rousseau die het jaar daarvoor was overleden. In 1912 organiseerde Uhde een retrospectieve van de schilder. Datzelfde jaar was hij verantwoordelijk voor de expositie van de Sonderbund Westdeutscher Kunstfreunde und Künstler met kubistische werken van Picasso. Samen met Julius Meier-Graefe, Harry Kessler, Daniel-Henry Kahnweiler en Alfred Flechtheim was hij een van de pioniers op het gebied van de promotie van moderne kunst.
Rond 1912 huurde Uhde een flat in Senlis in het departement Oise. Hij gebruikte de flat als plek om rustig zijn schrijfwerk te kunnen uitvoeren. Séraphine Louis was in deze tijd zijn huishoudster en Uhde ontdekte haar artistieke werk.

## Eerste Wereldoorlog

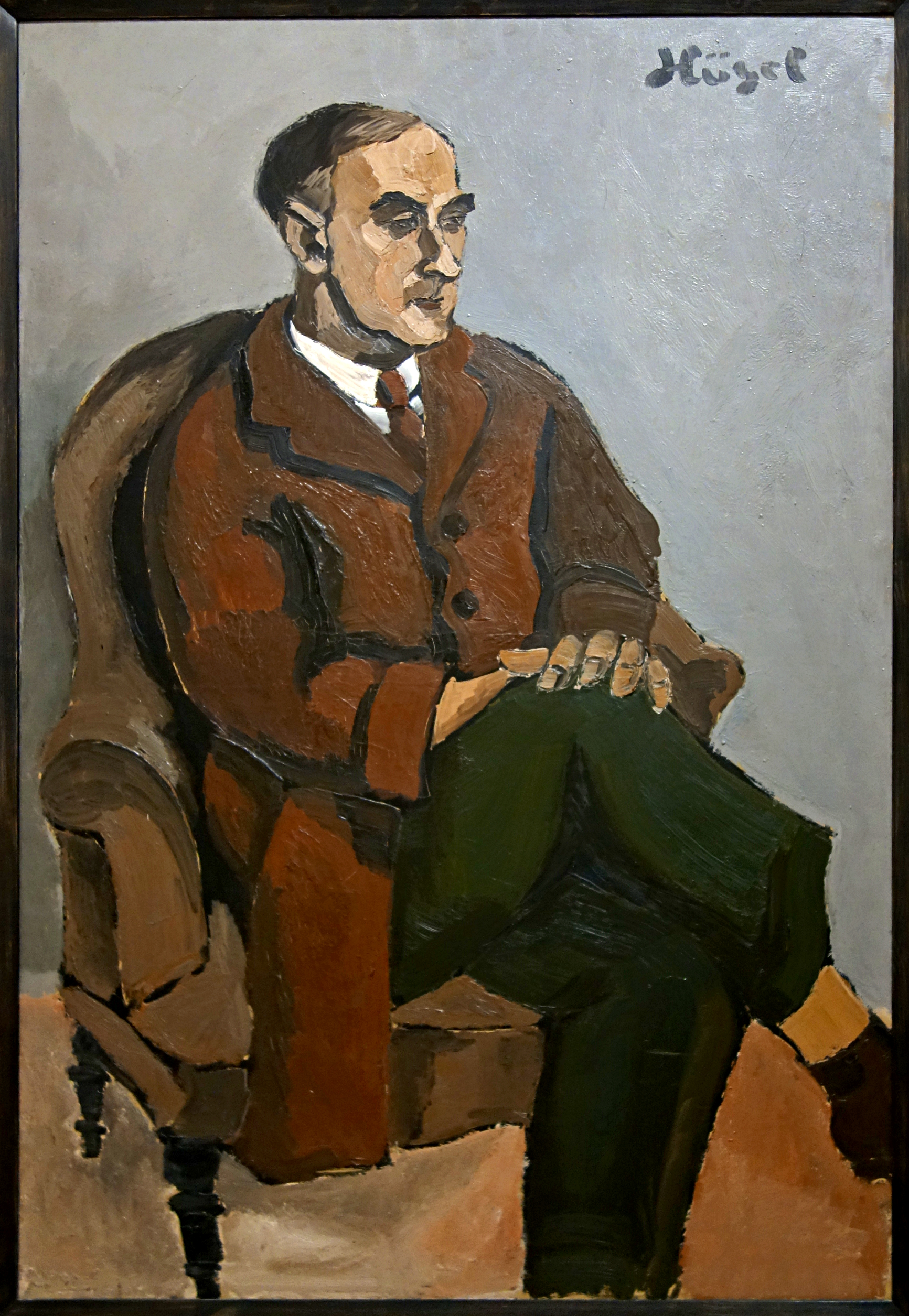
Portret van Wilhelm Uhde (voor 1926), Helmut Kolle (1899–1931)

Na de uitbraak van de Eerste Wereldoorlog in 1914 keerde Uhde terug naar Duitsland. Hij werd opgeroepen als reservist, maar vocht niet aan het front. In plaats daarvan werkte hij bij de posterijen.
In 1917 leerde hij de kunstschilder Helmut Kolle kennen in een kuuroord in Bad Wildbad en de twee begonnen een liefdesrelatie. Het jaar daarna verhuisden ze samen naar Weimar. Daarna betrokken ze Burg Lauenstein in Oberfranken. In deze periode legde hij zich toe op het bestuderen van Griekse filosofie, natuurkunde en de werken van Friedrich Nietzsche en Oswald Spengler. Hij ontwikkelde ideeën over een federale orde in Duitsland en een verenigd Europa. Samen met Kolle initieerde hij in 1920 het tijdschrift Die Freude waarin deze ideeën werden gedeeld, maar in een steeds nationalistischer wordend Europa had het weinig navolging. Vanwege de oorlog was het in deze periode niet mogelijk om kunst te verzamelen en te verhandelen.
Zijn collectie werken van Picasso, Braque, Matisse, Rousseau, Laurencin was door het uitbreken van de Eerste Wereldoorlog achtergebleven in Parijs en werd gezien als vijandelijk eigendom en in beslag genomen. In 1921 werd de collectie door de Franse overheid geveild. Het ging in totaal om 73 werken, waarvan achttien werken van Braque en zestien van Picasso.
In 1922 verhuisde Uhde naar Berlijn en leidde daar een jaar lang Galerie Gurlitt, de kunstgalerie van Wolfgang Gurlitt. In maart 1924 keerde Uhde samen met Kolle terug naar Parijs.

## Terugkeer naar Parijs

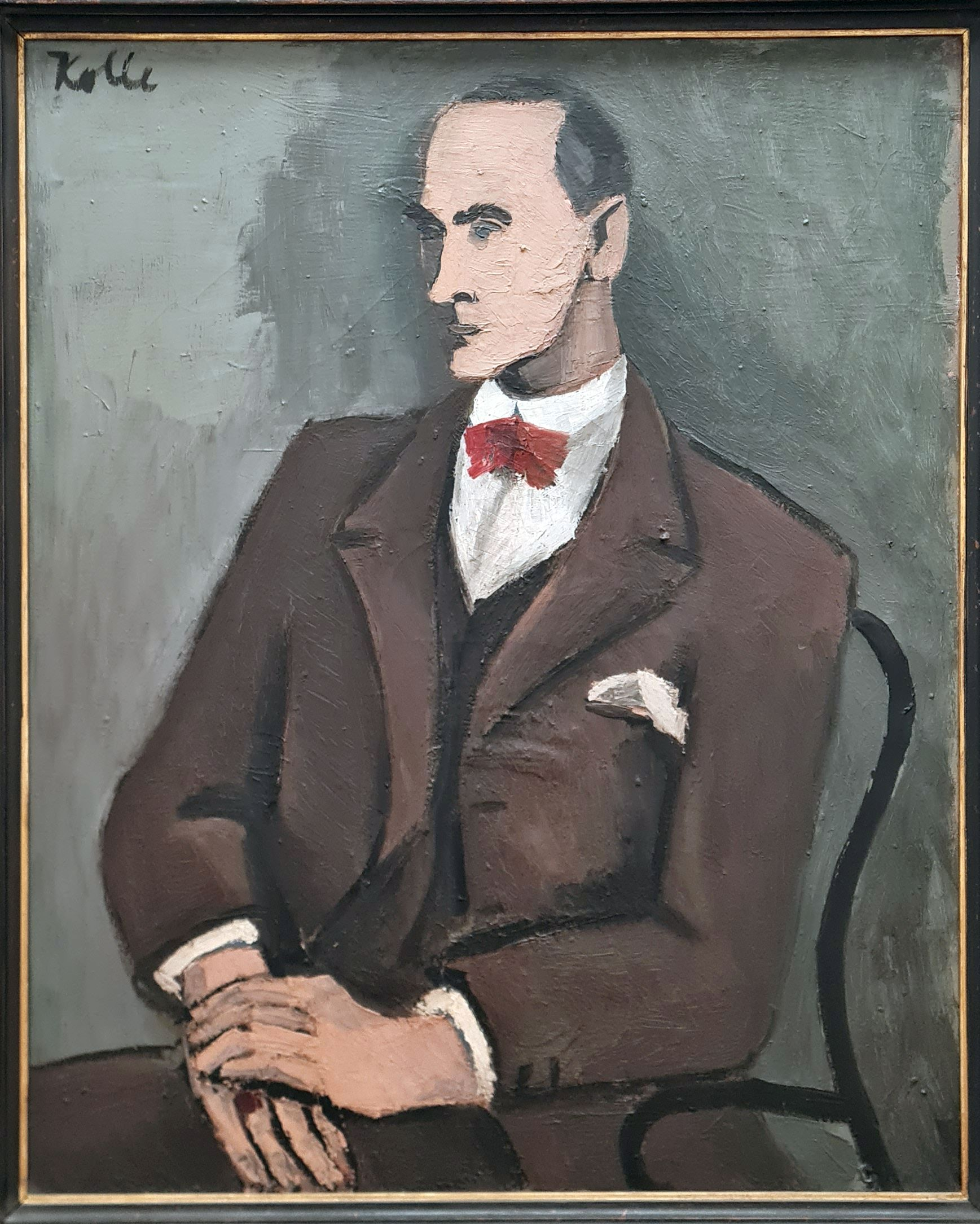
Porträt Wilhelm Uhde (1930) door Helmut Kolle (1899–1931)

Na zijn terugkeer naar Parijs kwam hij opnieuw in contact met Picasso en Braque. Hij organiseerde opnieuw tentoonstellingen en wist Paul Klee voor zijn eerste expositie in Parijs te strikken. Daarnaast bleef zijn interesse houden in naïeve kunst en hij ontdekte de kunstenaars Louis Vivin en Camille Bombois.
In 1926 verhuisde Uhde naar Chantilly. Een jaar na zijn verhuizing herontdekte hij het werk van Séraphine Louis dat geëxposeerd werd in Senlis. In 1928 exposeerde hij haar werk tijdens de tentoonstelling Peintres du Cœur sacré met werken uit zijn eigen collectie. Tijdens deze expositie werden ook werken van Henri Rousseau, Camille Bombois, André Bauchant en Louis Vivin werden getoond. In 1930 en 1932 volgden opnieuw tentoonstellingen van werken uit zijn privécollectie.
In 1928 publiceerde hij het boek Picasso et la tradition franƈaise waarin hij werken van Duitse kunstenaars, met uitzondering van Paul Klee, bekritiseerde. De publicatie zorgde voor onvrede in de Weimarrepubliek. Een jaar na de publicatie kwam hij in contact met auteur Richard Möring. Hij werd de verkoopagent van Uhde in de Weimarrepubliek en via hem kwam hij in contact met uitgeverij Atlantis.
In 1931 overleed zijn partner Helmut Kolle. Een jaar later organiseerde Uhde een retroperspectief met zijn werken in Galerie Bonjean. Een door Uhde gehoopte expositie van Kolle's werken in Duitsland kwam niet van de grond.
In 1934 keerde Uhde terug naar Parijs. Hij beschouwde Frankrijk inmiddels als zijn thuisland. Hij hekelde de opkomst van het nationaalsocialisme in zijn geboorteland.  Van 1938 tot en met 1940 schreef hij stukken voor het tijdschrift Die Zukunft. De publicatie van het boek Von Bismarck bis Picasso in 1938 en een kritisch artikel in Die Zukunft leidde ertoe dat hem de Duitse nationaliteit werd afgenomen. Hierdoor werd Uhde in 1939 stateloos.

## Tweede Wereldoorlog en herstart

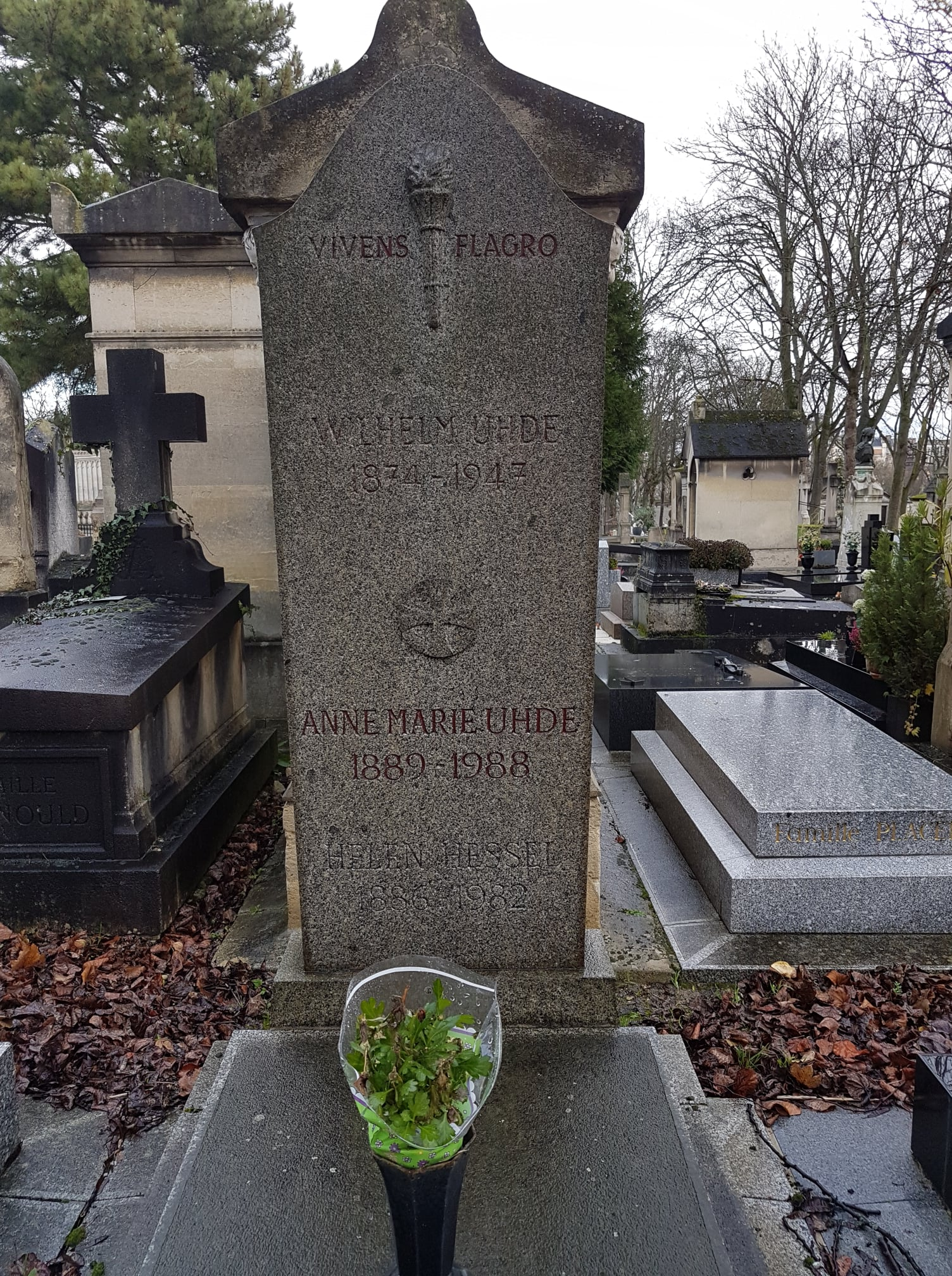
Graf van Wilhelm Uhde en zijn zus Anne-Marie op de begraafplaats van Montparnasse.

Op 12 juni 1940, kort na het uitbreken van de Tweede Wereldoorlog in Frankrijk, vluchtte Uhde naar Saint-Lary in Zuid-Frankrijk. Hij verbleef op het landgoed van een Oostenrijkse gravin die hij via Möring had leren kennen. Uhde's zus Anne-Marie verbleef hier ook tijdens de oorlogsjaren. Tijdens zijn verblijf in Zuid-Frankrijk schreef hij meerdere teksten, maar deze bleven ongepubliceerd.
In 1945 keerde Uhde opnieuw terug naar Parijs. Uhde had bij zijn vlucht aan het begin van de oorlog zijn kunstcollectie in Parijs moeten achterlaten, waarna deze verloren was gegaan. Hij begon opnieuw met het verzamelen en verkopen van kunst, maar richtte zich ditmaal op abstracte werken van kunstenaars zoals Jean Deyrolle, Jacques Duthoo en Hans Hartung. Een van zijn grootste klanten was een arts uit Toulouse. Daarnaast zette hij zich opnieuw in voor het organiseren van tentoonstellingen. Zo organiseerde hij in 1945 een grote expositie met werken van Séraphine Louis, die het jaar daarvoor was overleden. In 1946 volgde een tentoonstelling met werken van Helmut Kolle.
Voor zijn dood werkte Uhde aan het boek Fünf primitive Meister, dat postuum werd gepubliceerd. Hij overleed in Parijs op 17 augustus 1947.

## Werken (selectie)
- Arbeit Am Grabe der Mediceer (1899)
- Vor den Pforten des Lebens (1901)
- Der alte Fritz (1904)
- Monografie over Henri Rousseau (1911)
- Picasso et la tradition franƈaise (1928)
- Monografie over Helmut Kolle (1935)
- Monografie over Vincent van Gogh (1936)
- Impressionisten (1937)
- Von Bismarck bis Picasso (1938)
- Fünf primitive Meister (1947), postuum gepubliceerd

- Bibliothèque nationale de France: cb11927314g (data)
- Gemeinsame Normdatei: 117267716
- International Standard Name Identifier: 0000 0001 0871 7709
- Library of Congress Control Number: n79055556
- Nationale Bibliotheek van Letland: 000217838
- Nationale Bibliotheek van Tsjechië: jn20020419008
- Nationale Bibliotheek van Israël: 987007279155505171
- Nationale Bibliotheek van Polen: a0000002269192
- Nederlandse Thesaurus van Auteursnamen: 072441941
- RKD-Nederlands Instituut voor Kunstgeschiedenis: 448025
- SNAC: w6g20btr
- Système universitaire de documentation: 162131429
- Trove: 996107
- Union List of Artist Names: 500327304
- Virtual International Authority File: 14777632
- WorldCat: E39PBJgMCvTqTGRhp7XtHdW7HC